# لودويغ توريك
لودويغ توريك (بالألمانية: Ludwig Turek)‏ (و. 1898 – 1975 م) هو كاتب سيناريو، وكاتب، وكاتب خيال علمي ألماني، ولد في شتندال، توفي في برلين، عن عمر يناهز 77 عاماً.

## جوائز
حصل على جوائز منها:

وسام الاستحقاق الوطني الذهبي

## وصلات خارجية
- لودويغ توريك على موقع IMDb (الإنجليزية)
- لودويغ توريك على موقع مونزينجر (الألمانية)
- لودويغ توريك على موقع أول موفي (الإنجليزية)
- لودويغ توريك على موقع قاعدة بيانات الأفلام السويدية (السويدية)
- لودويغ توريك على موقع قاعدة بيانات الفيلم (الإنجليزية)
- لودويغ توريك على موقع كينوبويسك (الروسية)